# كوميكس زون
كوميكس زون (بالإنجليزية: Comix Zone)‏ ، هي لعبة من نوع الإثارة وآركيد، أنتجت شركة سيجا سنة 1995، وهي لعبة إلكترونية موضوعها قتال داخل مجلة كوميك المصورة للأطفال.

## القصة
في أثناء عاصفة في إحدى المدن الكبيرة، كان سكتش تورنير يرسم في إحدى صفحات الفارغة لينشر كتابه المصور، ولكن فجأة اختطفه راعي بقر شرير، وأدخله إلى عالم وهمي، ويقوم بعدها البطل بمطاردة الوحوش ويخطط ليتخلص من خصمه.

## طريقة اللعب

لقطة شاشة لعبة كوميكس زون

تبدا اللعبة بسقوط سكتش في اعلى الصفحة ويجد نفسه داخل قصص مصورة وبعدها يجد فتاة تعطي له النصائح والارشادات وتتكون اللعبة من 3 مستويات كل مستوى ينقسم إلى جزئين ويوجد في اغلب الصفحات أسلحة مثل (الفأر - القنبلة - السكين - دواء - القبضة - قنبلة يدوية) وعلى سكتش ان يواجهه الصعوبات والمخاطر التي يرسمها راعي البقر الشرير يتنقل سكتش بين الصحفات إلى ان يصل إلى الشرير ويهزمه ويخرج من اللعبة.

## وصلات خارجية
- كوميكس زون على موقع IMDb (الإنجليزية)
- Official Virtual Console website (باليابانية)
- كوميكس زون على موبي غيمز